# 150e division de fusiliers motorisés de la Garde
Cet article concerne la division créée en 1943, dissoute en 1946 et recréée en 2016. Pour les autres unités ayant porté le nom de 150e division de fusiliers, voir 150e division.
La 150e division de fusiliers motorisés de la Garde (en russe : 150-я гвардейская мотострелковая дивизия, abrégé en 150 мсд), de son nom complet la 150e division de fusiliers motorisés de la Garde Idritsko-Berlinskaïa de l'ordre de Koutouzov (russe : 150-я гвардейская мотострелковая Идрицко-Берлинская ордена Кутузова дивизия), est une grande unité de l'Armée de terre russe (n° d'unité 22179).
La division reprend l'héritage de la 3e formation de la 150e division de fusiliers de l'Armée rouge, qui s'est illustrée durant la Seconde Guerre mondiale lors de la bataille de Berlin avec la prise du Reichstag le 30 avril 1945.

## Armée rouge

La bannière de la Victoire, celle sur la photo de la prise du Reichstag.

La première 150e division de fusiliers est formée en septembre 1939. Elle est détruite en mai-juin 1942. Une nouvelle 150e division de fusiliers est créée en juillet 1942 et devient en avril 1943 la 2e formation de la 22e division de fusiliers de la Garde (ru).
La troisième apparait en septembre 1943, puis elle est affectée à la 3e armée de choc, au sein de laquelle elle combat de Nevel jusqu'à Berlin. La mention honorifique Idritskaïa lui est rajoutée le 23 juillet 1944 après la reprise de la ville d'Idritsa (ru). La division a notamment pris Schneidemühl. Le 30 avril 1945, au côté de la 171e division de fusiliers, la 150e prend d'assaut le Reichstag, y plantant la bannière de la Victoire[réf. souhaitée]. La division est dissoute en décembre 1946.

## Armée russe
La division est remise sur pied en 2016,,, avec garnison autour de Rostov-sur-le-Don. L'unité fait partie de la 8e armée de la Garde, réinstaurée en 2017.

### Composition
- 68e régiment de chars Jitomirsko-Berlinski (« de Jitomir-Berlin »), à Persianovka (ru) (oblast de Rostov) ;
- 163e régiment de chars de la Garde Nejinski (« de Nejine »), à Kuzminska (ru) (oblast de Rostov) ;
- 102e régiment de fusiliers motorisés Slonimsko-Pomeranski (« de Slonim-Poméranie »), à Persianovka ;
- 103e régiment de fusiliers motorisés, à Kadamovskiï (oblast de Rostov) ;
- 933e régiment de missiles antiaériens Verkhnedneprovski (« du Haut-Dniepr »), à Millerovo (oblast de Rostov) ;
- 381e régiment d'artillerie de la Garde Varszawski (« de Varsovie »), à Rostov-sur-le-Don[12] ;
- un bataillon de reconnaissance ;
- un bataillon du génie ;
- un bataillon de transmissions ;
- un bataillon de soutien logistique ;
- une compagnie de guerre électronique ;
- une compagnie de défense NBC.

### Invasion de l'Ukraine
L'unité est engagée lors de l'invasion de l'Ukraine par la Russie. Son commandant, le général de division Oleg Mitiaïev, est annoncé tué au combat en mars 2022. Sa mort est finalement démentie en décembre 2024.
Le 5 août 2024, par décret du Président de la fédération de Russie, la division reçoit le titre honorifique de la « Garde ».
La 150e division combat lors de la bataille de Kourakhove à la fin de l'année 2024. La ville tombe finalement le 6 janvier 2025.